# 貝氏樸麗魚
貝氏樸麗魚，為輻鰭魚綱鱸形目隆頭魚亞目慈鯛科的其中一種，分布於非洲維多利亞湖流域，棲息深度可達10公尺，體長可達15.4公分，棲息在沙石底質的水域，生活習性不明。

## 擴展閱讀
維基物種上的相關：貝氏樸麗魚